# Лиса Гура (Грубешівський повіт)
Лиса Гура (пол. Łysa Góra) — село в Польщі, у гміні Вербковичі Грубешівського повіту Люблінського воєводства.
Населення — 187 осіб (2011).

## Історія
У 1975—1998 роках село належало до Замойського воєводства.

## Демографія
Демографічна структура станом на 31 березня 2011 року:
|          | Загалом | Допрацездатний вік | Працездатний вік | Постпрацездатний вік |
| -------- | ------- | ------------------ | ---------------- | -------------------- |
| Чоловіки | 91      | 24                 | 54               | 13                   |
| Жінки    | 96      | 17                 | 53               | 26                   |
| Разом    | 187     | 41                 | 107              | 39                   |